# اکبر اعلمی
اکبر اعلمی (مرداد ۱۳۳۳ در تبریز) سیاستمدار، منتقد سیاسی و از نمایندگان سابق اصلاح‌طلب تبریز در مجلس ششم و مجلس هفتم شورای اسلامی است.

## زندگی
اکبر اعلمی در مرداد ۱۳۳۳ در تبریز از خانواده‌ای از اهالی منطقهٔ گرگر آذربایجان شرقی در ۱۰ کیلومتری شهر جلفا مرز نخجوان در شهر هادیشهر شهرستان جلفا به دنیا آمد. پدرش از کارکنان راه‌آهن بود و در هنگام تولد او محل کارش در رودسر و بندر شاه بود و یک سال بعد برای همیشه به تهران منتقل شد. او اولین فرزند خانواده و صاحب ۳ برادر و ۵ خواهر نیز شد. کودکی و جوانی خود را در تهران گذراند و فعالیت ورزشی زیادی داشت به‌طوری‌که به گفته خودش اگر وارد سیاست نمی‌شد به ورزش قهرمانی روی می‌آورد. تا سال‌های آخر متوسطه وضعیت تحصیلی بسیار بدی داشت و در کلاس‌های چهارم ابتدایی و هفتم و هشتم (متوسطه) مردود شد. پس از گرفتن دیپلم در آزمون دانشکدهٔ خلبانی پذیرفته شد، اما پس از چند ماه وقتی متوجه شد فعالیت سیاسی در این دانشکده و با این شغل ناممکن است دانشکده را ترک کرد و به عنوان سرباز صفر به کرمان اعزام شد. پس از فتوای روح‌الله خمینی در مورد ترک خدمت سربازی با اسلحه از پادگان فرار کرده و مدتی متواری شد. با اوج‌گیری انقلاب به تهران بازگشت و به همراه دوستانش گروهی مسلحانه سیاسی-فرهنگی به نام «صدای حق» را تشکیل داد و در ۸ دی یکی از درگیری‌های خیابانی به‌شدت آسیب دید و نزدیک به یک ماه در بخش زنان (برای جلوگیری از دستگیری) بیمارستان شفا یحیائیان بستری بود.
در سال ۱۳۶۰ با دختری اهل تهران ازدواج کرد و صاحب ۱ پسر و چهار دختر شد. تحصیلاتش را در ۳ رشته؛ علوم اقتصادی با گرایش بانکداری (دانشگاه علامه طباطبائی)، حقوق- علوم قضائی(دانشکده علوم قضائی- ۱۳۶۶) و اقتصاد بین‌الملل (دانشگاه علامه طباطبائی- ۱۳۷۵) در مقطع کارشناسی ارشد ادامه داد. پس از انقلاب تا سال ۱۳۶۶ مسئولیت واحد سیاسی_فرهنگی سپاه تهران، مسئول حفاظت فرودگاه تهران، جانشین عملیاتی سرپل ذهاب در زمان فرماندهی اصغر وصالی و همزمان با آغاز جنگ ایران و عراق و واحد آموزش عقیدتی_سیاسی پادگان ولیعصر را برعهده داشت و ۳۳ ماه در جبهه حضور داشت که از ناحیه دست، شکم، پا و صورت آسیب دید و ۴۵٪ جانبازی دارد. در دانشگاه نیز عضو شورای مرکزی انجمن اسلامی دانشجویان دانشگاه علامه طباطبائی و مؤسسه علوم بانکی بود. از ۱۳۶۶ تا ۱۳۷۸؛ فرماندار مغان، معاون اداره کل امور انتظامی وزارت کشور، معاون اداره کل بازرسی وزارت کشور، معاون اداره کل دفتر مطالعات و تحقیقات سیاسی وزارت کشور و مدیر کل بازرسی بنیاد مستضعفان و جانبازان و مشاور سیاسی و اجتماعی سرپرست بنیاد بود. از سال ۶۹ تا ۷۸ روزنامه‌نگاری نیز می‌کرد و عضو هیئت تحریریه روزنامه سلام بود. در سال ۱۳۷۸ کاندیدای نمایندگی مجلس شورای اسلامی از حوزه انتخابیه تبریز شد که با حمایت جناح اصلاح‌طلب و با رأی اول به مجلس راه یافت. وی مدعی تقلب در این انتخابات است؛ به گفتهٔ او در بازشماری تصادف ۵ صندوق ۱۰۴۲ رأی او را منظور نکرده بودند «اما مسئولان امر با این توجیه که شما انتخاب شده‌اید چه تفاوتی می‌کند که با چند رای کمتر به مجلس بروید، بر تقلبات گسترده سرپوش گذاشتند!» در تمام دوران نمایندگی در دو مجلس ششم و هفتم عضو «کمیسیون امنیت ملی و سیاست خارجی» و دو سال رئیس شورای نظارت بر سازمان صدا و سیما بود.

## نمایندگی مجلس
اعلمی از نمایندگان اصلاح طلب و منتقد مجلس هفتم بود. از جمله در سخنرانی که ۸ آذر ۸۶ در دفتر حزب اعتماد ملی زنجان انجام داد به شدت از عملکرد دولت محمود احمدی‌نژاد انتقاد کرد و خواستار رای عدم کفایت به وی شد. وی احمدی‌نژاد را به اقدامات غیرقانونی متهم کرد و افزود که امروز ما به‌عنوان نماینده مجلس نمی‌دانیم صدها میلیارد دلار به کجا رفته است.
وی در یک اظهار نظر در این باره بحث قابل استیضاح بودن کابینه امام حسین را مطرح کرد که با واکنش‌های تندی از جانب گروه‌ها و شخصیت‌های اصولگرا روبرو شد. حتی برخی نمایندگان راست‌گرای مجلس خواستار اخراج وی شدند. روزنامه کیهان در مطلبی عنوان داشت که اگر وی توبه هم بکند شرایط ادامه نمایندگی را ندارد.
اکبر اعلمی که در مجلس ششم نماینده تبریز بود، توانست در انتخابات مجلس هفتم از شورای نگهبان تأیید صلاحیت گرفته و به عنوان نماینده مجلس هفتم انتخاب شود. در مجلس هفتم وی همراه با فراکسیون اقلیت مجلس از منتقدین دولت نهم بوده و در ارائه سؤال از وزرا فعالیت شایان توجهی داشت.

## انتخابات ریاست جمهوری نهم و تبیین مفهوم رجل سیاسی
اعلمی در سال ۱۳۸۴ و در حالی که نماینده مجلس هفتم بود به‌عنوان کاندیدا در انتخابات ریاست جمهوری نهم ثبت نام کرد و از سوی شورای نگهبان رد صلاحیت شد. وی رد صلاحیت خود را توهین به مجلس و نمایندگان آن و ضربه به حیثیت شأن مجلس دانست و در صحن علنی مجلس با ابراز گلایه از حداد عادل رئیس مجلس هفتم از وی خواست همانگونه که برای تأیید صلاحیت محسن مهرعلی زاده و مصطفی معین به رهبر جمهوری اسلامی نامه نوشته است، جهت تأیید صلاحیت وی نیز تلاش نماید و این کار را دفاع از حیثیت و شأن مجلس قلمداد کرد. وی همچنین در خصوص مفهوم رجل سیاسی گفت:
...بحث من فقط سر همین قصه هست. اتهامی که متوجه ما شده است، ما رجل سیاسی نیستیم. من ۵ تا بچه دارم، پس برای احراز رجل بودنم فکر کنم همین کفایت کند [!]، سیاسی بودن هم که ۲۹ سال است در این مملکت در عرصه‌های مختلف سیاسی تلاش کرده‌ام...
حداد عادل نیز در پاسخ به اعلمی اظهار داشت در نامه ارسالی وی برای رهبر جمهوری اسلامی، اسمی از کسی برده نشده و تنها توسیع دایره واجدان صلاحیت خواسته شده بود.

## انتخابات ریاست جمهوری دهم
اعلمی از چهره‌های شاخص اصلاح طلب بود که موفق نشد از شورای نگهبان تأیید صلاحیت بگیرد. با اینحال به دلیل بیان اظهارات قبلی اش در مورد کابینه امام حسین که به رد صلاحیت وی در مجلس هشتم انجامید، عدم تأیید صلاحیت قابل پیش‌بینی بود.
وی در روز بیستم اسفند ماه ۱۳۸۷ در یک کنفرانس خبری رسماً اعلام کاندیداتوری کرد. پس از اعلام شورای نگهبان مبنی بر عدم صلاحیت وی برای کاندیداتوری ریاست جمهوری ایران او در نامه‌ای به علی خامنه‌ای، وی را مسئول اقدامات غیرقانونی شورای نگهبان دانست.

## سیلی زدن به سلیمی نمین
سایت خبری همت نیوز در تاریخ ۱۲ آبان ۱۳۹۲ مدعی شد که در جریان مناظره‌ای که بین اکبر اعلمی و عباس سلیمی نمین در دانشگاه فردوسی برگزار شده، اعلمی یک سیلی به سلیمی نمین زده است.
پس از انتشار گسترده این خبر، اکبر اعلمی طی اطلاعیه‌ای، این خبر را تکذیب کرد.

## اظهار نظر دربارهٔ جریان اصلاحات
پس از انتخابات ریاست جمهوری دوازدهم، اعلمی در کانال تلگرامی خود موضوعی با عنوان «نمردیم و مفهوم اصلاحات را هم فهمیدیم!» منتشر کرد و نوشت:
مدت‌هاست که هرگاه مطالب خبرگزاری‌ها، روزنامه‌ها، سایت‌های خبری و کانال‌ها و گروه‌های تلگرام، واتساپ و اینستاگرام و نظایر آن که نام اصلاحات را با خود یدک می‌کشند، مرور می‌کنم، شرمم می‌آید که خود را اصلاح‌طلب بدانم زیرا در اغلب آنها به جز روزمرگی، تنگ‌نظری، انحصارطلبی و انتشار حرف‌های تکراری و صد من یه‌غاز، بوقچی بودن این و آن، قی کردن خرده فرمایشات مسؤولان ریز و درشت دولتی و بعضی افراد بی‌خاصیت، توهین و فحاشی، تهمت زدن به اشخاص و گروه‌های سیاسی رقیب و بت‌سازی و شخصیت پرستی، مداحی و قربان صدقه رفتن برای مسؤولان دولتی و چند تن از بت‌های خودساخته یا توجیه و ماله‌کشی بر روی نقاط ضعف دولت و خودی‌ها همچنین بزرگنمایی نقاط ضعف رقیب، چیز دیگری یافت نمی‌شود!؟ این تذهبون!؟ آیا اصلاحات و اصلاح‌طلبی که از سال ۷۶ وعده‌اش به مردم داده شده همین است!؟ اگر این است، شخصاً ترجیح می‌دهم قبل از آنکه بوی گندش درآید، اصلاحات را در تابوتی گذاشته و آن را برای همیشه در زیر تلی از خاک دفنش کنیم تا از این پس دستمایه‌ای هم برای ابن‌الوقت‌ها، فرصت‌طلبان و هرهری مذهب‌های قدرت‌طلبی نشود که در ایام انتخابات به نام این برند و با دیکتاتوری و انحصارطلبی تمام، خود و دوستانشان کامی از قدرت می‌گیرند و دیگر هیچ!— http://www.anaj.ir/News/81181/میخ-اکبر-اعلمی-بر-تابوت-اصلاحات/?id=۸۱۱۸۱